# Davor Palo
Davor Palo (født 2. november 1985 i Sarajevo) er en dansk skakspiller. Han er danmarksmester i skak 2013.
Palo lærte at spille skak i 1993 i Sarajevo, mens byen var belejret, og det ofte var umuligt at være udendørs. Han kom til Danmark som flygtning i december 1993 og deltog i sin første skakturnering i 1995. Han viste sig hurtigt at have stort talent for skakspillet. Allerede i 2002 blev han tildelt titlen international mester. Palo scorede sin første stormesternorm ved danmarksmesterskabet i 2003, hvor han blev nr. 2. Han vandt yderligere to stormesternormer ved turneringer i 2004 og 2005, hvilket resulterede i, at han i 2005 som 19-årig blev udnævnt til den hidtil yngste danske skakstormester. Det blev overgået af Jonas Bjerre i 2019.
Han indstillede i 2006/7 skakkarrieren for at satse på poker.
Davor Palo genoptog sin skakkarriere i efteråret 2012 og var med til at vinde danmarksmesterskabet i holdskak i sæsonen 2012/2013 med Skanderborg Skakklub. Han opnåede 6 af 9 mulige point på holdets andetbræt. Han kronede sit comeback ved i marts 2013 også for første gang at vinde det individuelle danmarksmesterskab 2013.